# Kiss the Sky
Kiss the Sky is een nummer van de Amerikaanse zanger Jason Derülo uit 2016. Het verscheen als nieuw nummer op zijn verzamelalbum Platinum Hits.
Het vrolijke nummer was enkel in Nederland en Spanje succesvol. In de Nederlandse Top 40 haalde het een bescheiden 31e positie. In Vlaanderen bleef het steken op een 43e positie in de Tipparade.